# Nguyễn Duy Trinh
Nguyễn Duy Trinh (1910 - 1985) là một chính khách Việt Nam. Ông nguyên là
Ủy viên Bộ Chính trị, Bí thư Ban Chấp hành Trung ương Đảng Cộng sản Việt Nam, Ủy viên Ban Chấp hành Trung ương Đảng Cộng sản Việt Nam, Phó Thủ tướng Chính phủ, Bộ trưởng Bộ Ngoại giao nước Việt Nam Dân chủ Cộng hòa sau đó là Cộng Hòa Xã Hội Chủ nghĩa Việt Nam. Ngoài ra, ông còn được biết đến với vai trò là người đại diện cho phái đoàn Việt Nam Dân chủ Cộng hòa đặt bút ký kết Hiệp định Paris 1973.

## Tiểu sử
Ông tên thật là Nguyễn Đình Biền, sinh ngày 15 tháng 7 năm 1910 trong một gia đình nông dân tại xã Phúc Thọ, thành phố Vinh, tỉnh Nghệ An.
Năm 1922, Nguyễn Duy Trinh được gia đình cho theo học tại Trường Quốc học Vinh. Năm 1924, ông là học trò của thầy giáo Trần Phú.
Năm 1925, ông đã tham gia phong trào học sinh đòi tự do hoạt động chính trị tại thành phố Vinh. Năm sau, ông gia nhập Tân Việt Cách mạng đảng và được phái vào Sài Gòn hoạt động. Tại đây ông bị bắt và bị kết án 18 tháng tù. hết hạn tù, ông bị chính quyền trục xuất về miền Trung. Tại quê nhà ông gia nhập Đảng Cộng sản Đông Dương.
Thời kỳ 1930 - 1931, ông lại bị bắt và bị đày ra Côn Đảo, sau chuyển về Kon Tum. Tại đây, năm 1941, ông cùng một số bạn tù vượt ngục nhưng bị bắt lại.
Tại Đại hội Đảng lần thứ II (1951), ông được bầu vào Ban Chấp hành Trung ương Đảng, và đến tháng 8 năm 1955 đảm nhiệm chức vụ Bí thư TƯ Đảng. Ông là uỷ viên Bộ chính trị Trung ương Đảng suốt từ năm 1956 đến năm 1982. Tại Đại hội Đảng lần thứ V (1982) ông được bầu vào Ban Chấp hành Trung ương Đảng cho đến khi mất.
Ông từng đảm nhiệm các chức vụ: Chánh Văn phòng Trung ương Đảng (cuối năm 1954), Bộ trưởng Phủ Thủ tướng (1958), Chủ nhiệm Uỷ ban Khoa học Nhà nước (1963 - 1965) và là Phó Thủ tướng kiêm Bộ trưởng Bộ Ngoại giao lâu nhất Việt Nam (1965 - 1980). Chính trong thời gian đó, Việt Nam đàm phán và ký kết Hiệp định Paris về kết thúc chiến tranh Việt Nam. Sau khi Việt Nam hoàn toàn thống nhất, tiến hành công cuộc tái thiết sau hơn 30 năm bị tàn phá bởi các cuộc chiến tranh; vừa tranh thủ sự hỗ trợ của các nước xã hội chủ nghĩa và cộng đồng thế giới, vừa đấu tranh chống bao vây cấm vận. Chính trong thời kỳ đó, Việt Nam đã chính thức trở thành thành viên của Liên Hợp Quốc.
Sau khi thôi giữ chức Bộ trưởng Bộ Ngoại giao (năm 1980) ông tham gia vào Ban nghiên cứu chiến lược kinh tế-xã hội của TƯ Đảng và Chính phủ (1982).
Ông còn là Đại biểu Quốc hội Việt Nam suốt từ khóa I đến khóa VII.

## Đóng góp
Nguyễn Duy Trinh đóng góp tích cực vào việc hoạch định và thực hiện chính sách đối ngoại độc lập, tự chủ và đoàn kết quốc tế trong hoàn cảnh có sự bất đồng sâu sắc trong phe XHCN. Việc đàm phán ký Hiệp định Paris về chấm dứt chiến tranh, lập lại hòa bình ở Việt Nam năm 1973 có công lao của ông và thay mặt phía Việt Nam Dân chủ Cộng hòa ký chính thức vào Hiệp định Paris về Chấm dứt chiến tranh và lập lại hòa bình ở Việt Nam.

## Tặng thưởng và vinh danh
- Huân chương Sao vàng;
- Huân chương Kháng chiến hạng Nhất, Huân chương Kháng chiến Chống Mỹ Cứu nước hạng Nhất;
- Huy hiệu 50 năm tuổi Đảng,...
- Tên của Nguyễn Duy Trinh được đặt cho các con đường tại thành phố Thủ Đức, Thành phố Hồ Chí Minh và đường vào Khu đô thị Linh Đàm, phường Hoàng Liệt, quận Hoàng Mai, thành phố Hà Nội.
- Năm 2011, Trường THPT Nghi Lộc I được đổi tên thành trường THPT Nguyễn Duy Trinh